# Tân Sửu
Tân Sửu (chữ Hán: 辛丑) là kết hợp thứ 38 trong hệ thống đánh số Can Chi của người Á Đông. Nó được kết hợp từ thiên can Tân (Kim âm) và địa chi Sửu (Trâu). Trong chu kỳ của lịch Trung Quốc, nó xuất hiện trước Nhâm Dần và sau Canh Tý.

## Các năm Tân Sửu
Giữa năm 1705 và 2201, những năm sau đây là năm Tân Sửu (lưu ý ngày được đưa ra được tính theo lịch Việt Nam, chưa được sử dụng trước năm 1967):
- 1721
- 1781
- 1841
- 1901 (19 tháng 2, 1901 – 8 tháng 2, 1902)
- 1961 (15 tháng 2, 1961 – 5 tháng 2, 1962)
- 2021 (12 tháng 2, 2021 – 31 tháng 1, 2022)
- 2081 (9 tháng 2, 2081 – 29 tháng 1, 2082)
- 2141
- 2201

## Sự kiện năm Tân Sửu
- 2021  — Đại dịch Covid-19 bùng phát trên toàn cầu, như 2020.